# Inarrestabile
Inarrestabile (The Midnight Line) è un romanzo del 2017 di Lee Child, il ventiduesimo che ha come protagonista Jack Reacher. In realtà esiste anche un libro pubblicato negli Stati Uniti e in Italia, tra il ventunesimo e questo ventiduesimo. "Il mio nome è Jack Reacher" viene definito il 21.5 della serie, il suo titolo originale è "No Middle Name" (2017); si tratta di una raccolta di 12 storie brevi che hanno tutte come protagonista il leggendario ex poliziotto militare.
«Inarrestabile è in assoluto il miglior thriller della serie.» The Washington Times

## Trama
Jack Reacher è un ex maggiore della polizia militare dell'esercito USA. Il libro si apre in una cittadina del Wisconsin non meglio precisata. Il bus di Reacher sta facendo una sosta e lui, passeggiando nei dintorni si imbatte nella vetrina di un banco dei pegni dove nota un anello molto particolare che lo attrae inesorabilmente. Si tratta di un anello di diploma di West Point del 2005, un anello piccolo, fatto per una donna, una donna minuta, un ufficiale del US Army, non c'è dubbio… e nessun ufficiale impegnerebbe mai una cosa del genere, neanche in fin di vita! All'interno sono incise delle iniziali S.R.S., in Reacher scatta la curiosità, deve scoprire chi è la proprietaria dell'anello e perché se ne è dovuta separare.
Ovviamente Reacher compra l'anello ed inizia ad indagare sulla catena di eventi che hanno portato l'oggetto al banco dei pegni. Non può evitarlo è per lui una questione sia di onore (fratellanza tra ufficiali) sia di attitudine personale. L'esistenza del protagonista, dopo il congedo dall'esercito, è fatta un perenne vagare per il paese in cerca di cose che suscitino il suo interesse, e quando scatta la "curiosità" Jack diventa "inarrestabile". 
Ci provano a fermarlo, prima una banda di motociclisti nella cittadina del banco dei pegni, ovviamente senza successo. Ci prova anche il loro "fornitore" di Rapid City, nel South Dakota, ed a pagarne il prezzo sono i suoi sfortunati scagnozzi. Dal pezzo grosso di Rapid City, un certo Scorpio, Reacher viene a sapere di un giro di droga che potrebbe essere la causa della cessione dell'anello (volontaria o no che sia stata). Si reca ovviamente sul posto per indagare. Il posto si trova in uno degli stati meno densamente popolati degli USA, il Wyoming (meno di 600000 abitanti su una superficie di poco inferiore a quella dell'Italia), nella contea di Laramie, più precisamente in una località di nome Mule Crossing (più che altro delle baite isolate dove i tuoi "vicini" di casa si trovano a 20 Km di distanza). 
Indagando Reacher viene a sapere che la proprietaria dell'anello è una ex ufficiale dell'esercito pluridecorata (come lui) ed ora in congedo con il grado finale di maggiore (come lui). Ha svolto 5 missioni operative in medio oriente, un record, ed alla fine si è guadagnata una Purple Heart per una ferita da ordigno esplosivo (come lui). Dopo la ferita, l'ospedale, dopo l'ospedale il congedo, dopo il congedo qualche notizia su una possibile dipendenza da oppiacei e poi più nulla. A Mule Crossing Jack si imbatte nuovamente in un ex agente dell'FBI ora in pensione Bramall, e scopre che stanno cercando la stessa persona Serena Rose Sanderson (S.R.S.), la proprietaria dell'anello. Bramall è un investigatore privato assunto da Jane Sanderson (Mackenzie da sposata), sorella gemella di Sara Rose per indagare sulla sua scomparsa. Reacher e Bramall uniscono le forze, si capiscono e, pur non condividendo i metodi l'uno dell'altro, si stimano professionalmente.
Scorpio non gradisce le attenzioni di Reacher e chiede a Billy, il suo contatto a Mule Crossing, di eliminarlo. Billy però è sparito, Reacher e Bramall arrivano a casa sua e trovano prove interessanti (compresi i messaggi di Scorpio sul cellulare di Billy). Capiscono che si tratta di uno spacciatore, l'ultimo anello della catena, probabilmente il fornitore di Serena Rose. Da Scorpio Reacher aveva avuto un nome Sy Porterfield, chi era quest'uomo? Indagando scoprono che è morto l'anno precedente nei boschi, probabilmente divorato da animali selvatici. Nella sua baita trovano tracce di una presenza femminile… probabilmente aveva una relazione con Serena Rose. Immaginano che lei sia ancora in zona e tentano di perlustrare l'enorme territorio di Mule Crossing. Vengono interrotti da una telefonata della sorella di Rose, Tiffany Jane Sanderson (Mackenzie da sposata) che li convoca presso la vecchia residenza dei loro genitori (ormai da tempo venduta) che si trova "solo" ad un centinaio di chilometri di distanza. La visita si rivela un "buco nell'acqua" e la coppia di investigatori si trasforma in un terzetto.
Tornano tutti a Mule Crossing e si mettono a perlustrare nuovamente la zona… mentre ricontrollano la baita di Billy vengono intercettati da un agente della DEA, Kirk Noble, che li informa che Billy è sparito in quanto ricercato per spaccio e la DEA confisca la baita. Reacher e Bramall non vogliono che i federali sappiano di Rose e tengono un basso profilo… comunque sono ottimi poliziotti e trovano altri indizi ed infine scoprono dove vive Rose. Si tratta di una proprietà tra le più isolate, un ranch con molti villini per gli ospiti sparsi attorno ed abbandonato da almeno tre anni. Rose ha tre cowboy come vicini, vivono nei villini e la proteggono, lei, un tempo bellissima, è ora orribilmente sfigurata a causa delle schegge di una bomba artigianale a bordo strada in Afghanistan; è dipendente da oppioidi, i dolori al volto sono terribili, le ferite sono ancora infette… mai guarite a causa di terribili batteri provenienti dalle carcasse di cani in cui i terroristi erano soliti nascondere gli ordigni.
L'incontro fra le due sorelle è commovente, Jane e gli altri si rendono conto ben presto che la tossicodipendenza di Rose è giunta ai massimi livelli. Arriva in paese il sostituto di Billy, un delinquente di mezza tacca di nome Stackley che rifornisce subito Rose ed i suoi amici cow-boy. Purtroppo anche Stackley ha ricevuto da Scorpio l'incarico di eliminare Reacher. Essendo piuttosto furbo lui passa l'incarico ai tre cow-boy, dietro pagamento in cerotti di fentanil. I tre accettano e tentano di far cadere il nostro eroe in una imboscata, purtroppo per loro falliscono ed uno ci rimette la vita. Reacher sequestra la loro arma (un fucile M14) lascia andare gli altri due perché immagina l'accaduto e vuole concentrarsi sul mandante. Vuole capire tramite Stackley quale sia il meccanismo ordito da Scorpio per bypassare i molti controlli federali sul contrabbando di oppioidi. Arrivato al "faccia a faccia" commette però un piccolo errore, che sarebbe stato fatale se Rose non avesse centrato in pieno la testa dello spacciatore da più di cento metri con il fucile sequestrato ai cow-boys. Purtroppo ora si pone un grosso problema, Rose rimarrà presto senza droga, il piano della sorella di portarla con sé per farla disintossicare gradualmente potrebbe ben presto fallire.
Fortunatamente Reacher e Bramall sono due investigatori "di razza" e da pochi indizi scoprono una traccia che li mette sulla pista giusta per scoprire il punto di distribuzione di Scorpio a Rapid City. Scoprono in quale struttura avverrà lo scambio e mettono a punto un piano per rubare tutto il carico. Usano le armi sottratte a Stackley ed ai cow-boys per rapinare i corrieri della droga. Poi Reacher fa una capatina alla lavanderia di Scorpio e lo infila in una asciugatrice ad alta temperatura funzionante. Reacher ed i suoi compagni si separano, ognuno seguirà la propria strada, l'anello (dopo una notte d'amore) è stato restituito, la vita può continuare sugli stessi binari che, dopo l'incontro con Reacher, sono un po' più dritti di prima! 